# Baumag szövetkezet
A Baumag Általános Befektetési Szövetkezet egy befektetéseket kezelő szövetkezet volt. A szövetkezet 10 év működés után botrányos körülmények között vált fizetésképtelenné, 10 000-nél több ügyfelét 31 milliárd forint értékben károsította meg. A szövetkezet csődje a legtöbb kisbefektetőt érintő káreseményként került be Magyarország rendszerváltás utáni történetébe.

## A szövetkezet története

### Megalakulás
A Baumag a befektetési szövetkezetekről szóló 1992-es és 2000-es szövetkezetekről szóló törvények alapján működött. Bárki a szövetkezet tagjává válhatott, amennyiben megvásárolt egy minimális költségű szövetkezeti részjegyet. A szövetkezet tagjai a szövetkezet számára tagi kölcsönöket (befizetéseket) adtak, ezeket az összegeket pedig a Szövetkezet befektette. A tagi kölcsönöket azok lejáratakor kamattal együtt fizették vissza a szövetkezet befektetéseinek hasznából. A szövetkezetek működésének nagy előnye volt, hogy ezek a szervezetek nem minősültek pénzintézetnek, így nem is tartoztak a pénzpiacot felügyelő hatóság (PSZÁF) jogkörébe, ezért a szervezet alacsonyabb költséggel, kevesebb kötöttséggel volt működtethető. Ez az előny egyben kockázatot is jelentett: a befektetőket és betéteseket védő állami alapok nem nyújtottak védelmet a szövetkezetek tagságának, azok akár a teljes befektetett összeget elbukhatták.
A Baumag Általános Befektetési Szövetkezetet 1995-ben alakult. A hét személy által létrehozott szervezet alaptőkéje mindössze 70 000 forint volt, elnöke Balázs László lett. A szövetkezet betétgyűjtésbe kezdett. A cég szervezőirodákat állított fel a legnagyobb magyarországi városokban. Magas kamatot ígérő hirdetései elsősorban a nyugdíjas kisbefektetők számára voltak csábítóak, akik az 1990-es évek végének alacsony banki kamatainál magasabb hozamot ígérő lehetőségeket kerestek. A Baumag elsősorban ingatlanbefektetéssel foglalkozott. Érdekeltségi körébe a parádsasvári kastélyszálló és a szentesi téglagyár mellett építőipari vállalkozások, tüzéptelepek, lízingcég és egy BÉT-tag alkuszcég is tartozott. A szövetkezet ellen már 1996-ban jogosulatlan pénzintézeti tevékenység miatt indult eljárás, ám felmerült cselekmények egy része bizonyíthatatlanság, más része elévülés miatt nem vezetett feljelentéshez.

### Fizetésképtelenség és vagyonmenekítés
A Baumag azonban egy szinte megoldhatatlannak tűnő nehézséggel szembesült; a tőkegyűjtés érdekében magas és garantált hozamokat ígértek a szövetkezet tagjainak, az ingatlanberuházásokból azonban jó esetben is csak középtávon láttak nyereséget. A szövetkezet emiatt folyamatos pénzgyűjtési kényszerben volt kénytelen működni, régebbi tagjainak befektetéseit nem az ingatlanbefektetések nyereségéből, hanem új belépők pénzbetéteiből fedezte. Az egyre növekvő hiány újabb magas kamatígéretekre sarkallta a vezetőket, tovább lökvén ezzel a szövetkezetet az eladósodás spiráljába. A hiány eltüntetésére a szövetkezet alapítói a valóban működő vállalkozások mellett létrehoztak több tucat ténylegesen nem működő vállalkozást is, amelyek között a pénz mozgatásával ideiglenesen el tudták fedni az egyre vaskosabb hiányt.
Az ezredforduló után már baljós jelek gyülekeztek a szövetkezet körül. A vállalkozás könyvvizsgálója nem volt hajlandó hitelesíteni a szövetkezet éves mérlegét. Az ingatlanfejlesző szövetkezeteknél – így a Baumag esetében is – erre az időre már lelassult, illetve megállt a tagok számának növekedése, majd elkezdődött a befektetett vagyon kivétele. A szövetkezetek azonban képtelenek voltak az igények megfelelő ütemű kielégítésére, 2003-ban a Baumaghoz hasonló elven működő szervezetek sora jelentett csődöt. A Baumag 2003. október 9-én jelentett fizetésképtelenséget.
A csőd után kiderült, hogy a szövetkezeti tagok befektetett vagyonát a cég vezetése Balázs Lászlóhoz köthető vállalkozásokba vitte át, így a fizetésképtelenség bejelentésekor a Baumagban már nem volt olyan jelentősebb vagyonelem, amelyet a befektetők kárainak enyhítésére használhattak volna fel. A vagyon kimentésének egyik célpontja az újonnan létrehozott Agenda-H nevű szövetkezet volt, amelybe megkísérelték a vagyon átmentését és a szövetkezet befektetőinek átterelését. (A tagság Agenda-H szövetkezetbe történő átvitele azzal az előnnyel járt volna, hogy az átvett tagok nem lettek volna jogosultak kárigénnyel fellépni a Baumaggal szemben.) A rendőri nyomozás szerint sikerült mintegy egymilliárd forint külföldre juttatása is. A vezetők a Baumagban mindössze 200 millió forintot hagytak, amelyből később csak a szövetkezeti dolgozók elbocsájtásának költségeit és apróbb tételeket tudtak fedezni.

### Felszámolás és perek
A szövetkezet csődje és vagyonának átjátszása láttán a szövetkezet tagjai szervezkedni kezdtek. A károsultak tüntetéseket szerveztek különböző állami szervezetek székhelyei elé, hogy így hívják fel a figyelmet arra, hogy a Baumag vezetői a hatóságoktól nem zavartatva folytatják tovább befektetéseik elrejtését. A szövetkezet tagjai tömegesen adtak be feljelentéseket a cég vezetői, illetve felszámolási kérelmet a szövetkezet ellen. A felszámolási eljárás 2004 áprilisában kezdődött. A felszámolási eljárásra kijelölt Mátraholdinggal a szövetkezet vezetői nem működtek együtt, a szövetkezet vagyonának jelentős részét erre az időpontra értékesítették, illetve más vállalkozások számára adták át. A felszámoló az eltüntetett vagyonelemek visszaszerzését célzó hosszas jogi csatározásokba bonyolódott a Baumag vezetői által létrehozott társaságokkal. Ezeknek a vagyonát a rendőrség zár alá vette, ám az eljárások 2010-re mindössze odáig jutottak, hogy a bíróság elismerte a felszámoló igényeit az Agenda-H szövetkezet, illetve a kimentett vagyon többi birtokosával szemben.
A Baumag csődjét egy ugyancsak hosszan elhúzódó büntetőeljárás is követte. Az ügyészség 2006 nyarán vádat emelt Balázs László és 11 társa ellen. A vádiratban foglaltak szerint a Baumag 4 milliárd forintos működési veszteséget szenvedett, befektetőit pedig összesen 31,8 milliárd forinttal károsította meg. A szövetkezetet vezető Balázs Lászlót hűtlen kezelés és csődbűncselekmény elkövetése miatt a bíróság első fokon 2010-ben hét év börtönre, közügyektől eltiltásra és 9 millió forint pénzbüntetésre ítélte, 12 másik vádlottat felfüggesztett börtönbüntetéssel sújtott. A 2013-ban másodfokon is lezajlott eljárásban az ítéletek szigorúbbak voltak: Balázs Lászlót 10 év börtönbüntetésre, illetve 170 millió forint vagyonelkobzásra ítélték. Társai közül további nyolcat ítélt el a bíróság.